# Wanderer Fantaisie
Fantaisie en ut majeur
La Fantaisie en ut majeur, op. 15, D. 760 est une fantaisie pour piano en quatre mouvements composée par Franz Schubert en novembre 1822. Elle a été surnommée 
« Wanderer Fantasie » (« en français Wanderer Fantaisie, fantaisie du randonneur ou du voyageur ») — nom sous lequel elle est plus connue aujourd'hui — à la fin du  XIXe siècle. « Sur le manuscrit [original] de 1822, Schubert avait sobrement noté : "Fantaisie pour piano" ».   
Cette Fantaisie est considérée comme la composition de Schubert pour piano la plus exigeante techniquement. Schubert lui-même aurait dit « Das Zeug soll der Teufel spielen » (« C'est le diable qui devrait jouer ça »), faisant référence à sa propre incapacité d'exécuter le final correctement.

## Genèse
Cette Fantaisie a été réalisée à la suite d'une commande d'un virtuose viennois, Emmanuel von Liebenberg de Zsittin. Publiée en février 1823 sous le nom Fantaisie pour le pianoforte par les éditions Cappi & Diabelli, la mention Wanderer fut rajoutée à la fin du XIXe siècle : cette appellation apocryphe vient d'une allusion à une autre œuvre célèbre de Schubert, parce que « la clef de voûte [de cette Fantaisie], l'adagio, emprunte son thème au Lied « Der Wanderer » (« le voyageur ») [en ut dièse mineur D. 493], poème de Schmidt von Lübeck mis en musique par Schubert en 1816 », en deux versions différentes [aussi sous le titre « Der Unglückliche » (« Le malheureux »), D. 489], thème romantique qui est devenu emblématique de l’œuvre de Schubert "étranger de passage" (trop bref) en cette vie. 
C'est une de ses rares œuvres réalisées sur commande. C’est aussi la seule Fantaisie de Schubert éditée de son vivant. Outre les transcriptions réalisées par Franz Liszt (voir ci-après), elle a été orchestrée par Charles Koechlin en 1933.

## Structure
Les quatre mouvements s'enchaînent par des points d'orgue et s'exécutent en un peu plus de vingt minutes :
1. Allegro con fuoco ma non troppo, 4/4, do majeur, 188 mesures (autour de 6 minutes 25 secondes)
2. Adagio, 2/2, do dièse mineur, 56 mesures (autour de 6 minutes 35 secondes)
3. Presto, 3/4, la bémol majeur, 353 mesures (autour de 4 minutes 50 secondes)
4. Allegro, 4/4, do majeur, 123 mesures (autour de 4 minutes)

Le thème récurrent et le rythme changeant en font une fantaisie, seul le découpage en quatre mouvements traditionnels (allegro, adagio, presto et finale) rappelle la forme sonate. Les mouvements sont construits autour du thème développé dans l'adagio.

Choral de la mort dans le lied « La Jeune Fille et la Mort »

La formule rythmique utilisée tout au long de l'œuvre (un rythme de dactyles : une longue, deux brèves) est basée sur celle du choral de la mort, dans le lied La Jeune Fille et la Mort, écrit en 1817.

### Premier mouvement
Ce premier mouvement s'apparente à une forme sonate sans développement dont le second thème en mi bémol majeur arrive à la mesure 112. Auparavant, mesure 47, Schubert a écrit un motif mélodique pianissimo en mi majeur, dont la tête reprend celle du thème initial avec son fameux rythme une longue deux brèves.

### Deuxième mouvement
Le thème et les variations qui suivent développent largement le lied Der Wanderer. Les quatre variations alternent do dièse mineur avec do dièse majeur. La vélocité requise augmente sans changer le tempo (ce qui est une caractéristique des variations de Beethoven, par exemple) et ce mouvement fait penser aux impromptus pour piano du compositeur, comme notamment celui en si bémol majeur à variations.

### Troisième mouvement
Ce mouvement répète les motifs du premier mouvement en en imitant le contour mélodique, le rythme et la dynamique, mais dans une mesure à trois temps, à l'allure d'un scherzo — sonate dont le second thème, en do bémol Majeur, arrive mesure 323.

### Quatrième mouvement
Ce mouvement est la partie peut-être la plus virtuose de la fantaisie. Il s'agit là d'une fugue d'école à deux voix avec développements en marches harmoniques et coda. Schubert donne habilement un effet de quatre expositions du sujet ou de sa réponse en le dotant d'un contre-sujet d'abord en octaves, puis en doubles notes mesure 615, puis en accords mesure 623. Comme dans le troisième mouvement on retrouve aussi un trait chromatique de main gauche issu du premier mouvement, par exemple mesure 656. Notons la rupture deux fois répétée provoquée par l'accord de la mesure 667 avant ce que l'on pourrait appeler la pré-coda mesure 678 puis la coda de la mesure 704 avec ses arpèges de do Majeur, comme une haute flèche posée sur cet admirable édifice musical où Schubert, sûr de lui comme jamais, annonce la virtuosité à venir d'un Liszt...[réf. nécessaire]

## Variations sur le liedDer Wanderer
Schubert a réutilisé l'accompagnement du deuxième couplet de son lied Der Wanderer D. 489 (la partie en do dièse mineur correspondant aux vers Die Sonne dünkt ... Ich bin ein Fremdling überall.) comme motif de base pour tous les thèmes de la fantaisie D.760. L'adagio commence par une version enrichie de ce couplet :

Accompagnement du deuxième couplet du lied Der Wanderer D.493

Début de l'adagio de la fantaisie pour piano D.760

## Transcriptions de Franz Liszt
Franz Liszt a réalisé plusieurs transcriptions de cette fantaisie :
- une pour piano et orchestre, qui accroît la difficulté technique de la partie piano de l'arrangement, S.366 (1851) ;
- une pour deux pianos, S.653 (1859) ;
- une pour piano seul qui apporte quelques modifications, rajoute des ossia et réécrit complètement le dernier mouvement, S.565a (1868).

Il a pris cette fantaisie comme modèle pour sa Sonate en si mineur.